# Mörk blodvaxskivling
Mörk blodvaxskivling (Hygrocybe phaeococcinea) är en svampart som först beskrevs av Arnolds, och fick sitt nu gällande namn av Marcel Bon 1985. Mörk blodvaxskivling ingår i släktet Hygrocybe och familjen Hygrophoraceae.  Arten är reproducerande i Sverige. Inga underarter finns listade i Catalogue of Life.